# Mein Weg
Mein Weg is een compositie van de Est Arvo Pärt.
Het werk is gebaseerd op een kort gedicht uit Livre des Questions van Edmond Jabès. De eerste versie uit 1989 was geschreven voor orgel solo onder de titel Mein Weg hat Gipfel und Wellentäler. In 1999 arrangeerde Pärt tot een werk voor veertien strijkinstrumenten en percussie en bewerkte het nog lichtjes in 2000. De muziek neigt erg naar minimal music. De tweede versie is uiteindelijk opgedragen aan Andreas Peer Kähler en het orkest Unter den Linden.

## Premieres
De eerste uitvoering vond plaats tijdens een "Orgelweek" in Parainen, Finland, Kari Jussila speelde Mein Weg op 7 juli 1989. De eerste uitvoering van de versie voor strijkorkest dateert van 2 juli 1999 in een uitvoering van Michael Fendre met het Arco Musicale in de Stefaniensaal in Graz.

## Orkestratie
- buisklokken en grote trom
- 6 violen, 2 altviolen, 4 celli en 2 contrabassen

## Discografie
- Uitgave ECM Records : Tallinn Kamerorkest onder leiding van Tõnu Kaljuste
- Uitgave Nimbus Records: Kevin Bowyer (orgel)
- Uitgave ECM Records: Christopher Bowers-Braodbent (orgel)
- Uitgave Winter and Winter: Lorenzo Ghielmi (orgel)